# Émile de Bonnechose
François Paul Émile Boisnormand de Bonnechose, född 1801, död 1875, var en fransk historiker och skald.
de Bonnechose var 1830–1848 bibliotekarie i Saint-Cloud och 1850–53 i Versailles och Grand Trianon. Hans dikt La mort de Bailly (1833) prisbelönades av Franska akademien, och hans Histoire de France (1834) upplevde 1874 sin 16:e upplaga. Bland hans övriga arbeten är att märka Les réformateurs avant la réforme de XV:e siècle (1844, 3:e upplagan 1860).